# USS Blue (DD-387)
DD 387 Blue (Корабль Соединённых Штатов Блю) — американский эсминец типа Бэгли.
Заложен на верфи Norfolk Navy Yard 25 сентября 1935 года. Спущен 27 мая 1937 года, вступил в строй 14 августа 1937 года.
22 августа 1942 года тяжело повреждён торпедой японского эсминца «Кавакадзэ» близ острова Гуадалканал. Затоплен 23 августа 1942 года в проливе Слот.
Из состава ВМС США исключён 11 сентября 1942 года.